# Quintus Caecilius Metellus Balearicus
Quintus Caecilius Metellus Balearicus (Kr. e. 2. század) római politikus, hadvezér, az előkelő, plebeius származású Caecilia gens Metellus-ágának tagja, Quintus Caecilius Metellus Macedonicus, Kr. e. 143. consuljának fia. Fivérei, Lucius, Marcus és Caius is mind elérték a consuli rangot.
Titus Quinctius Flaminiusszal közösen volt consul Kr. e. 123-ban. Ilyen minőségben hadjáratot indított a Baleár-szigetek kalózkodással megvádolt népe ellen, akiket két évnyi harc után teljesen legyőzött. A szigeteket a birodalomhoz csatolta, és több várost alapított rajtuk. Sikereit, melyek révén elnyerte a Balearicus (baleári) agnoment (ragadványnév latinul), Kr. e. 121-ben triumphusszal honorálták, Kr. e. 120-ban pedig a censori magistraturát töltötte be Lucius Calpurnius Piso Frugi kollégájaként.
Kr. e. 115-ben fivéreivel együtt vitte atyja holttestét a halotti máglyára.